# Línea 48 (EMT Madrid)
La línea 48 de la EMT de Madrid une la plaza de Manuel Becerra con el barrio de Canillejas (San Blas-Canillejas).

## Características
La línea comunica esta plaza con el barrio de Canillejas, atravesando el corazón de los barrios de Guindalera (Salamanca), Concepción y Quintana (Ciudad Lineal), además de circular por la calle de los Hermanos García Noblejas y otras vías importantes del distrito de San Blas-Canillejas, como la calle Pobladura del Valle y la avenida de Canillejas a Vicálvaro.
Fue creada en 1966, con el recorrido Pueblo Nuevo - San Blas. En 1968, fue ampliada por las calles Arturo Soria, José del Hierro, Avenida Donostiarra y Martínez Izquierdo hasta Diego de León, sustituyendo así a la línea 75 del tranvía (anteriormente denominado 5) Ventas - San Blas, que se creó para unir Ventas con la Ciudad Lineal y San Blas, además de dar servicio a la nueva zona de viviendas de la ampliación del Barrio de la Concepción.
Años después, se ampliaría al Barrio de Canillejas y en 1998 se mueve la cabecera de Diego de León a Manuel Becerra, recibiendo la actual denominación de Pza. Manuel Becerra - Barrio de Canillejas. 
En 2007 se vio modificado el recorrido dentro del barrio de Canillejas para hacer coincidir la cabecera de esta línea con la línea 28. La línea tiene circuito neutralizado dentro de Canillejas (Lucano > San Mariano > Néctar > Esfinge > Fenelón).

### Frecuencias
| Lunes a viernes laborables |               |
| De 6:00 a 8:00             | 9-17 minutos  |
| De 8:00 a 20:00            | 9-13 minutos  |
| De 20:00 a 23:00           | 10-25 minutos |
| Sábados laborables         |               |
| De 6:00 a 9:00             | 18-37 minutos |
| De 9:00 a 21:00            | 15-20 minutos |
| De 21:00 a 23:00           | 19-27 minutos |
| Domingos y festivos        |               |
| De 7:00 a 10:00            | 17-34 minutos |
| De 10:00 a 22:00           | 17-19 minutos |
| De 22:00 a 23:00           | 16-28 minutos |

## Recorrido y paradas

### Sentido Barrio de Canillejas
La línea inicia su recorrido en la dársena central de la calle Francisco Silvela situada en la intersección con la calle de José Ortega y Gasset, punto desde el cual sale por la calle Francisco Silvela hacia el norte y gira enseguida a la derecha por la calle Martínez Izquierdo entrando en el barrio de La Guindalera.
Dentro de este barrio, la línea circula por la calle de Martínez Izquierdo en su totalidad hasta llegar a la M-30, que franquea por el Puente de Calero para entrar al barrio de la Concepción por la Avenida Donostiarra.
Al final de dicha avenida, llega a la Plaza de José Banús, donde sale por la calle Virgen del Lluc, circulando brevemente hasta girar a la izquierda por la calle José del Hierro, que recorre entera girando al final a la derecha para tomar la calle de Arturo Soria.
La línea recorre la calle de Arturo Soria hasta llegar a la Plaza de Ciudad Lineal o Cruz de los Caídos, donde continúa de frente por la calle de los Hermanos García Noblejas, que recorre hasta girar a la izquierda por la calle Pobladura del Valle, que recorre entera hasta que desemboca en la Avenida de Canillejas a Vicálvaro.
Circulando por esta avenida se dirige hacia el barrio de Canillejas, dentro del cual circula y tiene paradas en las calles Lucano, San Mariano, Néctar y Esfinge, estando su cabecera en la esquina de esta última con la calle San Faustino.
| Código | Parada                                        | Común con           | Conexiones con Metro | Otros |
| ------ | --------------------------------------------- | ------------------- | -------------------- | ----- |
| 3759   | MANUEL BECERRA (frente C/ J. Ortega y Gasset) |                     | Manuel Becerra       |       |
| 5311   | Francisco Silvela-Juan Bravo                  |                     | Diego de León        |       |
| 2369   | Martínez Izquierdo                            | 43                  |                      |       |
| 2370   | Villafranca                                   | 43                  |                      |       |
| 2475   | Puente Calero                                 |                     |                      |       |
| 1236   | Avenida Donostiarra                           | 21                  |                      |       |
| 2477   | José Banús                                    | 21                  |                      |       |
| 764    | Parque Calero                                 | 146                 |                      |       |
| 766    | José del Hierro-Polideportivo                 | 146                 |                      |       |
| 768    | Hermanos de Pablo                             | 146                 |                      |       |
| 769    | José del Hierro-Mandarina                     | 146                 |                      |       |
| 771    | Arturo Soria-José del Hierro                  | 146                 |                      |       |
| 236    | Ciudad Lineal (C/ Arturo Soria, 5)            | 70                  |                      |       |
| 5458   | Ciudad Lineal                                 | 38 70 105           | Ciudad Lineal        |       |
| 240    | Vital Aza-Albasanz                            | 4 38 70 105         |                      |       |
| 242    | Ascao-Julián Camarillo                        | 4 38 70 286 288 289 |                      |       |
| 244    | Metro García Noblejas                         | 4 38 70             | García Noblejas      |       |
| 246    | Castillo de Arévalo                           | 4 38 70             |                      |       |
| 4708   | Hermanos García Noblejas-Gandhi               | 4 38 70 109         |                      |       |
| 250    | Hermanos García Noblejas-Centro Salud         | 4 38 70             |                      |       |
| 2338   | Pobladura del Valle-Arcos de Jalón            | 38 165 167          |                      |       |
| 2340   | Pobladura del Valle-San Román del Valle       | 38 167              |                      |       |
| 2342   | Amposta-Pobladura del Valle                   | 38 165 167          |                      |       |
| 3408   | Pobladura del Valle-Alconera                  | 167                 |                      |       |
| 2353   | Metro San Blas                                | 165 167             | San Blas             |       |
| 4389   | Pobladura del Valle-Avenida Canillejas        | 153 167             |                      |       |
| 4522   | Avenida Canillejas-Pobladura Valle            | 167                 |                      |       |
| 3023   | Avenida Canillejas-Julia García Boután        | 167                 |                      |       |
| 3021   | Avenida de Canillejas-Hinojal                 | 167                 |                      |       |
| 4390   | Avenida de Canillejas-Albaida                 | 167                 |                      |       |
| 4497   | Avenida de Canillejas-Fenelón                 | 140                 |                      |       |
| 3941   | Lucano-Fenelón                                | 28 140              |                      |       |
| 3942   | Lucano-Canal del Bósforo                      | 28 140              |                      |       |
| 993    | San Mariano-Néctar                            | 28                  |                      |       |
| 4048   | Néctar-Esfinge                                |                     |                      |       |
| 4049   | Esfinge-Canal del Bósforo                     |                     |                      |       |
| 3944   | BARRIO CANILLEJAS (C/ Esfinge, 76)            | 28                  |                      |       |

### Sentido Plaza de Manuel Becerra
La línea inicia su recorrido en la calle Esfinge esquina San Faustino, circulando dentro del barrio de Canillejas por las calles Fenelón, Lucano y Etruria hasta salir a la Avenida de Canillejas a Vicálvaro.
A partir de aquí el recorrido de vuelta es igual al de ida pero en sentido contrario con dos salvedades:
- La línea circula por la calle Virgen del Portillo al llegar a la intersección de la calle José del Hierro con la misma hasta desembocar en la Plaza de José Banús.
- Al entrar en el barrio de Guindalera, la línea circula por la Avenida de Brasilia y las calles de Brescia y Azcona en lugar de la calle Martínez Izquierdo.

| Código | Parada                                        | Común con           | Conexiones con Metro    | Otros |
| ------ | --------------------------------------------- | ------------------- | ----------------------- | ----- |
| 3944   | BARRIO CANILLEJAS (C/ Esfinge, 76)            | 28                  |                         |       |
| 3945   | Fenelón-Las Musas                             | 28                  |                         |       |
| 2491   | Lucano-Fenelón                                | 140                 |                         |       |
| 2489   | Etruria-Troya                                 | 140                 |                         |       |
| 2485   | Avenida de Canillejas-Albaida                 | 167                 |                         |       |
| 2486   | Avenida de Canillejas-Hinojal                 | 167                 |                         |       |
| 4523   | Avenida Canillejas-Pobladura Valle            | 167                 |                         |       |
| 2483   | Pobladura del Valle-Avenida Canillejas        | 153 167             |                         |       |
| 2352   | Metro San Blas                                | 165 167             | San Blas                |       |
| 2354   | Pobladura del Valle-Alconera                  | 167                 |                         |       |
| 2343   | Amposta-Pobladura del Valle                   | 38 165 167          |                         |       |
| 2341   | Pobladura del Valle-San Román del Valle       | 38 167              |                         |       |
| 2339   | Pobladura del Valle-Arcos de Jalón            | 38 165 167          |                         |       |
| 252    | Hermanos García Noblejas-Centro Salud         | 4 38                |                         |       |
| 248    | Hermanos García Noblejas-Gandhi               | 4 38 70             |                         |       |
| 247    | Castillo de Arévalo                           | 4 38 70             |                         |       |
| 245    | Metro García Noblejas                         | 4 38 70             | García Noblejas         |       |
| 243    | Ascao-Julián Camarillo                        | 4 38 70 286 288 289 |                         |       |
| 241    | Vital Aza-Albasanz                            | 4 38 70 105         |                         |       |
| 239    | Ciudad Lineal                                 | 4 38 70 105         | Ciudad Lineal           |       |
| 237    | Ciudad Lineal (C/ Arturo Soria, 8)            | 70                  |                         |       |
| 4511   | Arturo Soria-José del Hierro                  | 146                 |                         |       |
| 770    | José del Hierro-Mandarina                     | 146                 |                         |       |
| 577    | Hermanos de Pablo                             | 146                 |                         |       |
| 776    | Virgen del Portillo-Polideportivo             | 146                 | Barrio de la Concepción |       |
| 777    | Parque Calero                                 | 146                 |                         |       |
| 2478   | José Banús                                    | 21                  |                         |       |
| 1237   | Avenida Donostiarra                           | 21                  |                         |       |
| 2476   | Brescia                                       |                     |                         |       |
| 2373   | Villafranca                                   | 43                  |                         |       |
| 2372   | Azcona                                        | 43                  |                         |       |
| 2371   | Azcona-Francisco Silvela                      | 43                  | Diego de León           |       |
| 811    | Francisco Silvela-Juan Bravo                  | 12 43 56 C1 210     |                         |       |
| 3759   | MANUEL BECERRA (frente C/ J. Ortega y Gasset) |                     | Manuel Becerra          |       |

## Galería de imágenes

Mapa zonal de la estación de metro de Diego de León con los recorridos de las líneas de autobuses, entre las que aparece el 48.
Mapa zonal de la estación de metro de Barrio de la Concepción con los recorridos de las líneas de autobuses, entre las que aparece el 48.
Mapa zonal de la estación de Ciudad Lineal con las líneas de autobuses que pasan por ella, entre las que se encuentra la línea 48.
Mapa de los autobuses en el barrio de Pueblo Nuevo, entre los que aparece el 48.